# Brompton (Shropshire)
Brompton – osada w Anglii, w hrabstwie Shropshire. Leży 31 km na południowy zachód od miasta Shrewsbury i 234 km na północny zachód od Londynu.